# Repkény
A repkény (Glechoma) az ajakosvirágúak rendjébe, azon belül az árvacsalánfélék családjába tartozó növénynemzetség mintegy 6–10 fajjal.

## Származása, elterjedése
Fajai Európában és Ázsiában honosak. A kerek repkényt (Glechoma hederacea) Észak-Amerikába is betelepítették. Magyarországon őshonos, akárcsak a borzas repkény (Glechoma hirsuta), amit egyes rendszerezők a kerek repkény alfajának tekintenek.
A nemzetségbe sorolt fajok:
- Glechoma biondiana
- Glechoma decolorans
- Glechoma grandis
- Glechoma hederacea
- Glechoma hirsuta
- Glechoma longituba
- Glechoma nivalis
- Glechoma pharica
- Glechoma serbica
- Glechoma sinograndis

## Megjelenése, jellemzői
Lágyszárú.